# Metrisierbarer lokalkonvexer Raum
In der mathematischen Disziplin der Funktionalanalysis werden topologische Vektorräume, also Vektorräume mit einer geeigneten topologischen Struktur, untersucht.
Insbesondere sind lokalkonvexe Räume von Interesse, da für diese der Satz von Hahn-Banach einen reichhaltigen topologischen Dualraum garantiert.
Die wichtige topologische Eigenschaft der Metrisierbarkeit lässt sich in lokalkonvexen Räumen durch die Nullumgebungsbasen charakterisieren. 
Da die Vervollständigung eines metrisierbaren und lokalkonvexen Raumes ein Fréchet-Raum ist, nennt man solche Räume auch prä-F-Raum.

## Charakterisierung
Ein lokalkonvexer Raum {\displaystyle E} ist genau dann metrisierbar, wenn er eine abzählbare Nullumgebungsbasis hat.
Ist nämlich {\displaystyle (U_{n})_{n\in {\mathbb {N} }}} eine abzählbare Nullumgebungsbasis, so kann man die {\displaystyle U_{n}} ohne Einschränkung als absolutkonvex annehmen. Für jedes {\displaystyle n\in {\mathbb {N} }} definiert {\displaystyle p_{n}(x):=\inf\{t>0;x\in tU_{n}\}} dann eine Halbnorm auf {\displaystyle E} und 
{\displaystyle d(x,y):=\sum _{n=1}^{\infty }{\frac {1}{2^{n}}}{\frac {p_{n}(x-y)}{1+p_{n}(x-y)}}}
ist eine Metrik, die die Topologie auf {\displaystyle E} erzeugt. Die Umkehrung ist klar, da in einem metrischen Raum jeder Punkt eine abzählbare Umgebungsbasis hat.

## Beispiele
- Normierte Räume sind metrisierbar und lokalkonvex.
- {\displaystyle {\mathbb {R} }^{\mathbb {N} }} mit der Produkttopologie ist ein Beispiel für einen metrisierbaren, lokalkonvexen Raum, der nicht normierbar ist.
- Sei {\displaystyle C({\mathbb {R} })} der Vektorraum der stetigen Funktionen {\displaystyle f\colon {\mathbb {R} }\rightarrow {\mathbb {R} }}. Für {\displaystyle n\in {\mathbb {N} }} sei {\displaystyle p_{n}} die durch {\displaystyle p_{n}(f):=\sup _{-n\leq t\leq n}|f(t)|} definierte Halbnorm. Dann ist {\displaystyle C({\mathbb {R} })} mit der durch diese Halbnormen definierten Topologie metrisierbar, sogar ein Fréchetraum.

## Vererbungseigenschaften
Unterräume, Quotientenräume nach abgeschlossenen Unterräumen und abzählbare Produkte von metrisierbaren, lokalkonvexen Räumen sind wieder von dieser Art.

## Eigenschaften, distinguierte Räume
Metrisierbare, lokalkonvexe Räume sind bornologisch und haben daher alle Eigenschaften bornologischer Räume.
Eine beschränkte Menge in einem topologischen Vektorraum ist eine Menge {\displaystyle B}, so dass es zu jeder Nullumgebung {\displaystyle U} ein {\displaystyle t>0} gibt mit {\displaystyle B\subset tU}. 
Dies darf nicht mit der Beschränktheit im metrischen Sinne verwechselt werden. Eine metrisch beschränkte Menge, d. h. eine Menge mit endlichem Durchmesser bzgl. der Metrik, muss nicht im lokalkonvexen Sinne beschränkt sein.
Ist {\displaystyle E} ein lokalkonvexer Vektorraum, so definiert jede beschränkte Menge {\displaystyle B} in {\displaystyle E} eine Halbnorm {\displaystyle p_{B}} auf dem Dualraum {\displaystyle E\,'}, indem man {\displaystyle p_{B}(f):=\sup\{|f(x)|;x\in B\}} setzt. Versehen mit der Menge der Halbnormen {\displaystyle p_{B}}, wobei {\displaystyle B} die beschränkten Mengen von {\displaystyle E} durchläuft, wird {\displaystyle E\,'} zu einem lokalkonvexen Vektorraum, den man dann mit {\displaystyle E_{b}'} bezeichnet. 
Für einen metrisierbaren, lokalkonvexen Raum sind äquivalent:
- {\displaystyle E_{b}'} ist bornologisch.
- {\displaystyle E_{b}'} ist quasitonneliert.
- {\displaystyle E_{b}'} ist tonneliert.

Ein metrisierbarer lokalkonvexer Raum heißt distinguiert, falls er diese Bedingungen erfüllt. Normierte Räume, reflexive Fréchet-Räume oder quasinormierbare Fréchet-Räume sind distinguiert.